# Andrew Fielding Huxley
Andrew Fielding Huxley (ur. 22 listopada 1917 w Londynie, zm. 30 maja 2012 w Cambridge) – angielski fizjolog i biofizyk, laureat Nagrody Nobla w dziedzinie fizjologii lub medycyny w 1963 roku, którą otrzymał wraz z Alanem Lloyd Hodgkinem. Hodgkin i Huxley podzielili się tą nagrodą z Johnem Carew Ecclesem, który badał zagadnienia związane z synapsami. Na podstawie osiągniętych wyników badań Hodgkin i Huxley wysunęli hipotezę kanałów jonowych, które zostały wyizolowane dekady później.

## Rodzina
Huxley był synem pisarza i wydawcy Leonarda Huxleya i jego drugiej żony Rosalind Bruce, przyrodnim bratem pisarza Aldousa Huxleya i biologa Juliana Huxleya, wnukiem T. H. Huxleya, lekarza, fizjologa, zoologa, paleontologa, filozofa. W 1947 roku poślubił Jocelyn Richenda Gammell Pease (1925–2003), córkę genetyka Michaela Pease i jego żony Helen Bowen Wedgwood. Mieli jednego syna i pięć córek.
Huxley został wybrany członkiem Towarzystwa Królewskiego 17 marca 1955. Królowa Elżbietę II nobilitowała go 12 listopada 1974. W roku 1998 nadano mu tytuł doktora honoris causa Uniwersytetu Karola. Laureat Medalu Copleya.